# Fred Pansing

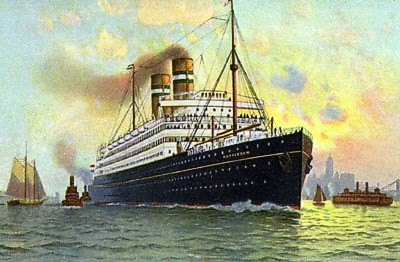
Der Passagierdampfer Rotterdam

Fred Pansing (* 1844 in Bremen; † 1912) war ein deutsch-amerikanischer Marinemaler.

## Leben
Fred Pansing fuhr ab einem Alter von 16 Jahren zur See. Fünf Jahre nach Beginn seiner Seemannskarriere ließ er sich in Hoboken nieder, wo er als Marine- und Porträtmaler arbeitete. Zeitweise verdiente er sein Geld auch in New York City und Brooklyn, unter anderem, indem er die Namensaufschriften auf Dampfschiffen anfertigte.
In Jersey produzierte er ab den späten 1890er Jahren vor allem Ölgemälde, die von American Lithography als Chromolithografien vervielfältigt wurden. Fred Pansing erhielt zahlreiche Aufträge etwa von der Cunard Line und von White Star Line. Seine Bilder von Dampfschiffen wurden für Werbeplakate, Postkarten und Reisesouvenirs verwendet.